# Leonora Gisberta Leeuwenberg
Leonora Gisberta (Noor) Leeuwenberg (Hatert, 5 oktober 1905 - Heiloo, 6 juli 1998) was een Nederlandse lerares scheikunde die tijdens de Tweede Wereldoorlog een belangrijke rol speelde in het geven van onderduikhulp aan Joden. In 2019 ontving zij, postuum, de Yad Vashem-onderscheiding hiervoor.
Zij huwde in 1937 Frans Albert Josephus Jitta, een lid van de oorspronkelijk joodse familie Josephus Jitta. Hij was directeur bij de Amsterdamsche Bank te Alkmaar en rechter-plaatsvervanger bij de arrondissementsrechtbank in Alkmaar.

## Jeugd en opleiding
Noor Leeuwenberg werd in 1905 in Hatert geboren, in een katholiek gezin. Voor haar middelbare schoolopleiding ging ze naar het pensionaat Jerusalem van de zusters Ursulinen in Venray. Deze orde was net begonnen met de eerste Nederlandse katholieke meisjesopleiding op gymnasiumniveau (in 1915). Daarna ging zij scheikunde studeren, eerst in Amsterdam en later in Utrecht. In 1929 behaalde zij daar haar doctoraal bij prof.dr. E.J. Cohen. Zij vond een baan als lerares scheikunde aan het Petrus Canisius Lyceum te Alkmaar. In haar vrije tijd reed zij paard, gestald bij een manege op de grens tussen Heiloo en Alkmaar. Daar reed ook Frans Josephus Jitta. Op 29 mei 1937 zijn Noor en Frans in Groesbeek getrouwd. Dit had wel enige voeten in de aarde, want zij was rooms-katholiek en hij beleed geen godsdienst. Hij kwam uit een vooraanstaand joods, geassimileerd milieu en om te kunnen trouwen moest hij katholiek worden. Nadat door hem het gewenste diploma bij de paters Benedictijnen in Egmond was behaald, trouwde het stel en ging wonen in een groot houten huis aan de rand van het bos (Rijksstraatweg 176 in Heiloo; anno 2022 Kennemerstraatweg 41). Tussen 1938 en 1941 kreeg het stel drie zonen: Adelbert, Michiel en Steef.

## De oorlogsjaren

### Onderduiken van Frans
In 1941 werd Frans door de bezetter tot jood verklaard en uit zijn ambt gezet. In maart 1942 scheiden Frans en Noor officieel omdat het gezin inmiddels drie half-joodse jongetjes telde en zij meenden dat het voor hun toekomst beter was dat de katholieke Noor en de inmiddels joodse Frans officieel uit elkaar gingen. Hij liet zich daarom in 1942 scheiden. Na de scheiding dook hij een paar weken onder bij zijn ex-schoonmoeder, in Nijmegen. Vervolgens verhuisde hij naar Amsterdam, naar de weduwe van Dr. Marcus Boas, die kamers verhuurde. Hij is daar enige maanden gebleven maar moest wegens omstandigheden ander onderdak zoeken. Dat vond hij bij Noor, in het huis in Heiloo. In 1942 kreeg Noor het bericht dat zijn gedrag niet meer acceptabel was, omdat hij iedereen in het huis in gevaar bracht. Hierop heeft Noor hem per trein opgehaald en bij zichzelf in onderduik genomen. Ze hadden, op advies van een dokter uit Alkmaar, met een vooruitziende blik, achter het echtelijk bed in het huis in Heiloo een ferme schuilplaats laten bouwen. Hierin konden meerdere mensen worden verscholen. Hun huis werd eind 1944 gevorderd door de bezetter; de bewoonster (officieel woonde Noor daar alleen met haar drie zoontjes) moest verhuizen. Maar in werkelijkheid woonden daar ook Frans en Bets. Frans vermomde zich als verhuizer. Bets werd op de trein gezet met een emmer en een bezem. Zij kwamen beiden veilig op hun nieuwe adres aan de Planetenlaan in Haarlem aan. Na de oorlog zijn Frans en Noor weer hertrouwd.

### De hulp aan onderduikers

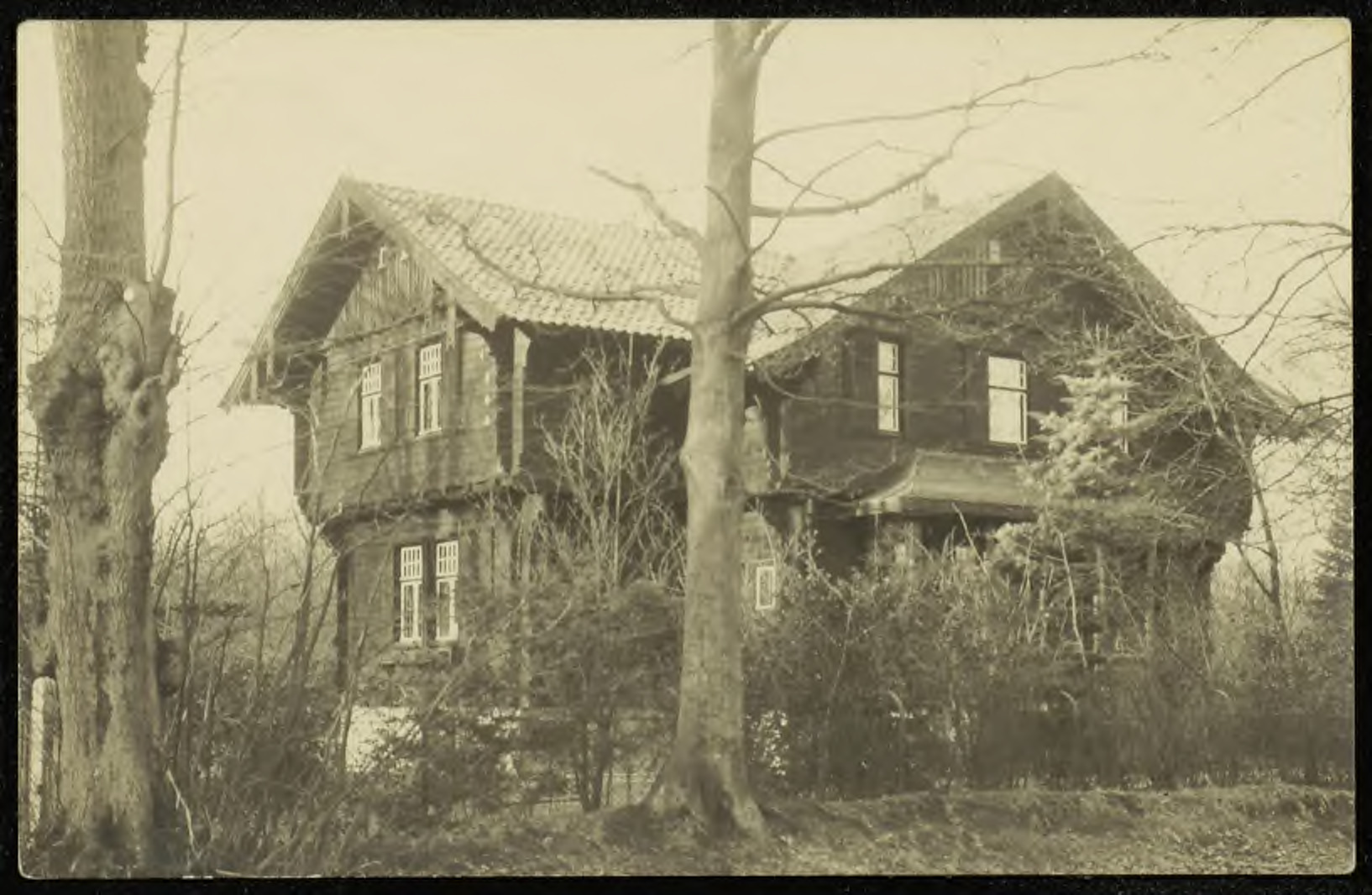
Het houten huis in Heiloo (1937)

Noor heeft tijdens de oorlog niet alleen haar man helpen onderduiken, maar bood ook onderdak aan een tiental andere onderduikers. In 1942 was daar al een 13-jarig joods neefje gearriveerd, Jan Carel, de zoon van Frans' zuster. Vervolgens vonden diverse personen bij Noor onderdak, voor langere of kortere tijd. Noor ontving begin 1944 een telefoontje van een studente met de vraag of er plaats was voor een zeer joods uitziende jonge vrouw, "Bets". Ze kreeg in Heiloo de zorg over de drie kleine jongetjes van Noor; Bets's eigen zoontje was elders ondergedoken. Noor heeft voor het verlenen van onderduik aan 10 joden in Heiloo en twee extra in Haarlem postuum (in 2019) de Yad Vashem-onderscheiding gekregen, de hoogste Israëlische onderscheiding voor niet-Joden die tijdens de Tweede Wereldoorlog met gevaar voor eigen leven Joden hebben geholpen te overleven. De onderscheiding en de bijbehorende penning en oorkonde zijn uitgereikt aan dochter Sophie Josephus Jitta.

## Na de oorlog
Het hele gezin overleefde de oorlog. Kort na de oorlog  werd dochter Sophie geboren. Frans Josephus Jitta overleed in 1984 op 92-jarige leeftijd. Noor overleed in 1998, ook zij is 92 jaar geworden. Noor was lerares scheikunde aan onder andere het Petrus Canisius College, waar ze zowel voor als na de oorlog les gaf, en vanaf 1962 aan het Murmellius Gymnasium in Alkmaar. In de jaren '70 geeft ze les aan de Leidse en Velser Analystenschool, later het Bakhuis Roozeboom Instituut, in Velsen-Noord/Beverwijk.
De broer van Frans, Jacob Paul (1893-1991) en zus Annie Nicolette (1904-2000) overleven beiden de oorlog. Zijn jongste zus, als ook zijn ouders, waren al voor de oorlog overleden. Annie werkte gedurende de oorlog met een valse identiteit (persoonsbewijs en bevolkingsregister) onder de naam Annie van Vuuren bij het Koloniaal Museum (nu Wereldmuseum) in Amsterdam.